# Відпал відпружувальний
Відпружу́вальний  ві́дпал або релаксаці́йний ві́дпал — вид відпалу І-го роду, який застосовують для усунення залишкових ливарних, зварювальних, термічних або інших залишкових напружень, які  можуть спричинити зміну розмірів, жолоблення, розтріскування виробів під час наступної обробки, експлуатації або зберігання. Зменшення цих напружень відбувається внаслідок локальної пластичної деформації в пружноздеформованих ділянках виробів, деталей. 
Режим відпалу встановлюють дослідним шляхом, оскільки характер розподілення напружень залежить від матеріалу, форми і розмірів деталі, типу технологічної обробки. Зокрема, сталеві вироби можна відпалювати в широкому температурному інтервалі від 200 ºС до 700 ºС (але не вище за Ас1) з наступним повільним охолодженням. Температура відпалу залежатиме від хімічного складу сталі й причини виникнення напружень. Так, для усунення зварювальних напружень відпружувальний відпал сталі проводять в інтервалі 650 ºС...700 °C. Відпружувальний відпал латуней проводять при 200...300 ºС, деформівних алюмінієвих сплавів — при 150 °C.